# Панталеон
Панталеон Сотер (дав.-гр. Πανταλέων Σωτήρ; *д/н — †бл. 180 до н. е.) — індо-грецький цар Гандхари та Арахозії у 190 до н. е.—180 до н. е. роках. Індуси називали його Памталеваса.

## Життєпис
Походив з династії Євтидемідів. Син царя Деметрія I. Ще за його правління, близько 190 року до н. е., стає співцарем в Гандхарі. Втім мав підлеглість Деметрію I.
Після смерті батька близько 180 року до н. е. Панталеон стає новим царем. Про його діяльність на чолі Гандхари та Арахозії відомо переважно з мідно-нікелевих монет, в яких відображено політику поєднання давньогрецької та індійсько-буддистської культур.
Втім, незабаром в Арахозії посів трон родич Панталеона — Антімах I. Незабаром Панталеон вимушений був визнати зверхність брата Агафокла I, що став царем Греко-Бактрії.
Достеменно невідомо: Пантелеон помер власною смертю приблизно між 180 та 178 роками до н. е., або ймовірно його було повалено Агафоклом I на кшталт того, що він, напевне, зробив з другим братом — Євтидемом II.
Водночас існує версія, що Панталеон був грецьким військовиком, що повстав проти Деметрія I або Агафокла I, зазнав поразки між 185 та 180 роками до н. е. Втім, проти цього можуть свідчити єдиний стандарт і матеріал монет, що карбували Євтидем II, Агафокл I та Панталеон.
З коммеморативних монет греко-бактрійського базилевса Агафокла, відомий епітет Панталеона — Сотер, тобто «Рятівник». Цей епітет античні володарі отримували за успішну зовнішню політику. Невідомо проти кого вона була направлена, проти Євкратидів, або проти нових володарів Бактрії — кушанів.